# Giovanni Lovato
Giovanni Lovato (Padova, 29 gennaio 1914 – Padova, 1990) è stato un dirigente sportivo italiano.
È stato il presidente del Calcio Padova dal 1967 al 1971.

## Biografia
Commercialista padovano, succede a Gino Vescovi nel 1967. Dà vita al Calcio Padova S.p.A, fino al quel momento conosciuto come Associazione Calcio Padova, modificandone lo statuto. Anche con la nuova gestione le difficoltà economiche non vengono superate. Il Padova fatica sul campo. Nella stagione 1968-1969 dopo 32 anni i biancoscudati ritornano in Serie C. Nel 1970-1971 ottiene un terzo posto dietro a Reggiana (58 punti) ed Alessandria (52). Quell'anno, in casa, il Padova vince 17 partite su 19.

## Fonti
- Biancoscudo, cent'anni di Calcio Padova, a cura di Massimo Candotti e Carlo Della Mea (contributi di Paolo Donà, Gabriele Fusar Poli, Andrea Pistore, Marco Lorenzi e Massimo Zilio), EditVallardi 2009.